# Ján Ruman Driečny (młodszy)
Ján Ruman Driečny młodszy (ur. ok. 1840, zm. 1879) – słowacki myśliwy i przewodnik tatrzański, pochodzący ze wsi Stwoła na Spiszu.
W zgodzie z rodzinną tradycją w młodości trudnił się głównie polowaniami na kozice w Tatrach. Na wyprawach myśliwskich, początkowo zapewne z dziadkiem Jánem Rumanem Driečnym (starszym) lub ojcem poznał dokładnie otoczenie dolin: Mięguszowieckiej i Batyżowieckiej. Później polował i poznawał Tatry głównie w towarzystwie Jána Pastrnáka. W tym czasie dokonał szeregu pierwszych przejść, jak np. Stwolską Ławką od Przełęczy koło Drąga do Stwolskiej Przełęczy (ok. 1875 r.) czy ukosem przez wschodnią ścianę Kończystej (ok. 1875 r.). 15 sierpnia 1877 r. wraz z Pastrnákiem i czeskim taternikiem Viktorem Lorencem wytyczył również powszechnie używaną do dziś drogę na Gerlach przez Batyżowiecką Próbę.
Uchodził za jednego z najlepszych przewodników po Tatrach. W 1875 r. znalazł się na pierwszej liście przewodników tatrzańskich, zatwierdzonych przez Węgierskie Towarzystwo Karpackie. Wraz ze swoimi klientami-taternikami dokonał wielu pierwszych wejść, m.in. na Wysoką (w 1874 r. z Mórem Déchym i drugim przewodnikiem, Martinem Spitzkopfem z Nowej Leśnej) oraz przez Wschodnie Żelazne Wrota (w 1874 r. z tymiż samymi). 22 sierpnia 1875 r. wraz z V. Lorencem dokonał pierwszego przejścia przez Żabią Przełęcz (od Czarnego Stawu do Doliny Żabiej Mięguszowieckiej).
Nazwisko J. Rumana Driečnego upamiętniają w Tatrach nazwy: Rumanowy Szczyt i Dolinka Rumanowa.